# Adam22
Adam22, pseudonimo di Adam John Grandmaison (Nashua, 24 novembre 1983), è un imprenditore, conduttore radiofonico e rapper statunitense.

## Biografia
Divenne appassionato di BMX in giovane età e si unì a un gruppo chiamato "Jumper" che in seguito sarebbe diventato noto come "No Jumper". Questo nome divenne in seguito il nome del suo podcast e di un marchio. Nel 2006 ha avviato il sito Web The Come Up, e più tardi ha creato OnSomeShit, un team di ciclismo BMX e una linea di abbigliamento basata su BMX che ha un negozio al dettaglio in Melrose Avenue a Los Angeles.
Nel 2017 Grandmaison ha ospitato il festival musicale inaugurale Trap Circus a Miami, in Florida.

### No Jumper
No Jumper era originariamente un blog su Tumblr, avviato da George Potter nel 2011 e finanziato da Grandmaison. Il blog ha esaminato i primi artisti underground come Spaceghostpurrp e Clams Casino, e recensito i mixtape di Gucci Mane, trattando l'underground con "attenzione critica".
Rinnovato nel 2015, il podcast venne ospitato su YouTube, concentrandosi sulle interviste ad artisti rap e underground. A marzo 2017 le interviste avevano ricevuto da circa 500.000 a 1 milione di visualizzazioni ciascuna. L'intervista di Grandmaison al rapper di Memphis e alla figura rap underground Xavier Wulf divenne presto virale all'interno delle comunità hip-hop.
Nell'aprile 2016 ha intervistato Lil Yachty, Smokepurpp, Ugly God, 6ix9ine, Suicideboys, Action Bronson e, soprattutto, XXXTentacion; quest'ultima intervista ha ricevuto oltre 9 milioni di visualizzazioni. Questa è stata la prima intervista professionale ufficiale del rapper in Florida, ed è stato accreditato per avergli esposto un vasto pubblico.
Il famoso DJ 97 Peter Rosenberg ha dichiarato di vedere Grandmaison "come un esploratore avanzato alla ricerca di nuovi talenti combustibili", mentre Rolling Stone lo ha descritto come "il più grande gusto dell'hip-hop underground".
Il canale YouTube No Jumper ha oltre 518 milioni di visualizzazioni video totali e 2,7 milioni di iscritti a marzo 2019.
Il 20 giugno 2018 ha tenuto un evento commemorativo per XXXTentacion, che era stato assassinato due giorni prima, davanti al suo negozio OnSomeShit, con una folla di 300 persone. La folla è cresciuta fino a oltre 1.000 e alla fine è apparsa la polizia in tenuta antisommossa. Secondo i rapporti, proiettili di gomma sono stati sparati e il gas lacrimogeno è stato usato per disperdere la folla.

## Vita privata
Grandmaison è sposato con la vlogger e la personalità di YouTube Lena Nersesian (Lena the Plug) e si identifica come ateo.

## Discografia

### Singoli
- 2018 - Hard (feat. Tay-K e BlocBoy JB)
- 2018 - Rivals (feat. Killy e Smooky MarGielaa)